# 梅纳赫姆·贝京
梅纳赫姆·贝京（希伯來語：מְנַחֵם בֵּגִין‬，羅馬化：Menaḥem Begin，發音：[menaˈχem ˈbeɡin] ⓘ；1913年8月16日—1992年3月9日），以色列政治人物、波兰猶太人，利库德集团的创始人，第6任以色列总理。贝京出生于布列斯特，青年时投身犹太复国运动，1942年前往巴勒斯坦託管地，1943年起担任犹太复國主義準軍事組織伊爾貢的領導人，曾领导伊尔贡与英国政府和阿拉伯人进行武装斗争。1948年成立右翼政党赫鲁特，并成为以色列右翼的代表人物和反对派领袖。1973年，贝京成立了右翼联盟利库德集团并担任领导人。1977年利库德集团在大选中获胜，贝京担任总理。1978年，贝京由于和埃及总统萨达特签订了戴维营协议，当年与后者一同获得诺贝尔和平奖。1981年，利库德集团再次在大选中获胜，贝京连任总理。1983年，贝京因为妻子去世、经济危机、黎巴嫩战事以及健康等原因宣布辞职，从此告别政治舞台。1992年3月9日，贝京在特拉维夫去世，享年78岁。

## 生平

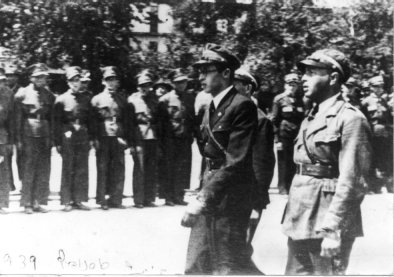
贝京于1939年检阅贝塔尔运动成员

梅纳赫姆·贝京于1913年8月16日出生于俄罗斯帝国的布列斯特（今属白俄罗斯）的一个波兰犹太人家庭，他是家中三个孩子里最小的一个，贝京出生时的助产护士是日後另一位以色列總理阿里埃勒·沙龙的祖母。贝京的母亲来自当地一个著名的拉比家族，他的父亲是一名木材商，是当地的社区领袖和锡安主义的狂热支持者，也是西奥多·赫茨尔的崇拜者。
贝京在他的童年时期接受传统犹太教的学习，他和当地的大多数犹太少年一样都是锡安主义童军的成员。贝京于16岁加入了宣扬锡安主义的青年团体貝塔爾，同时随着苏波战争后布列斯特归属于波兰，贝京进入了波兰政府的学校学习古典文学。
贝京在成年后进入华沙大学学习法律，贝京通过学习法律掌握了演讲和辩论的技巧，这些能力是他日后在政坛活跃时重要的个人标志。贝京在大学求学期间非常活跃，组织成立了犹太人学生自卫组织对抗校园中的反犹主义活动。贝京于1935年从华沙大学毕业，贝京在求学期间结识了修正锡安主义理论的创始人泽维·贾鲍京斯基，贝京视雅博廷斯基为他的导师。因此贝京在毕业后没有从事法律工作，而是继续投身雅博廷斯基创立的贝塔尔青年组织。贝京在贝塔尔组织内部晉升很快，他22岁时在克拉科夫组织了贝塔尔世界大会并在会上发言。1937年，贝京成为了贝塔尔组织波兰分部的负责人，同时还兼任了捷克斯洛伐克分部负责人。在他负责波兰分部的期间，他走遍全国积极发展犹太青年加入贝塔尔青年运动。为了省钱，贝京拒绝住在旅馆，只在贝塔尔成员的家中借宿。在一次寻访过程中，贝京结识了房东的女儿、也是他未来的妻子阿莉扎·阿诺德。两人于1939年5月29日结婚，两人共育有三个儿女。
贝京在波兰期间除了积极发展贝塔尔的成员以外，还不断组织波兰犹太人迁居巴勒斯坦地区。1939年8月底，贝京试图组织1500名波兰犹太人偷渡前往罗马尼亚，但是未能成功。待贝京返回华沙后，德国已经开始入侵波兰，贝京于战争爆发三天后和一些犹太社团领袖逃往波兰东北部维尔诺以躲避战祸。然而不久苏联亦入侵波兰东部，维尔诺于1939年10月28日被苏军占领。

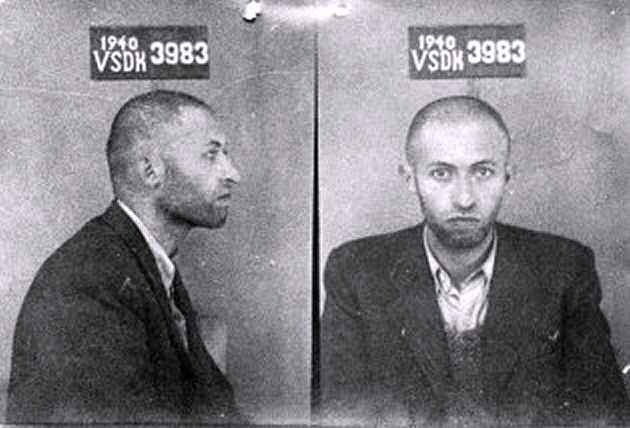
贝京于1940年被苏联内务人民委员部逮捕时的照片

1940年9月20日，贝京被苏联内务人民委员会逮捕并被关进监狱，随后蘇方以“英帝国主义间谍”的罪名判处其八年有期徒刑，于1941年1月1日送往俄罗斯北部的伯朝拉劳改营。
1941年7月，苏德战争爆发，根据苏联政府和波兰流亡政府签订的协议，苏联逐步释放了被关押的波兰战俘和平民。贝京于1942年被释放，他以下士的军衔加入了由安德斯将军组建的安德斯軍。随后贝京派赴英国治下的巴勒斯坦托管地，1942年5月贝京通过伊朗抵达巴勒斯坦地區。
抵达巴勒斯坦后，贝京和其他波兰犹太人一样面临两个选择：继续跟随波兰军队和纳粹德国作战，还是留在巴勒斯坦地区为建立犹太人国家而战。虽然贝京最初倾向于留在波兰军队，但最终还是在犹太准军事组织伊尔贡的成员劝说下改变了主意。安德斯军团的副指挥托卡泽维斯基将军默许了贝京的决定。1942年12月，贝京正式脱离波兰军队加入伊尔贡。
在犹太人大屠杀期间，贝京的父母和哥哥均不幸遇难。贝京的妻子阿莉扎则幸运的躲过了屠杀，并和他在巴勒斯坦团聚。

### 犹太人地下组织

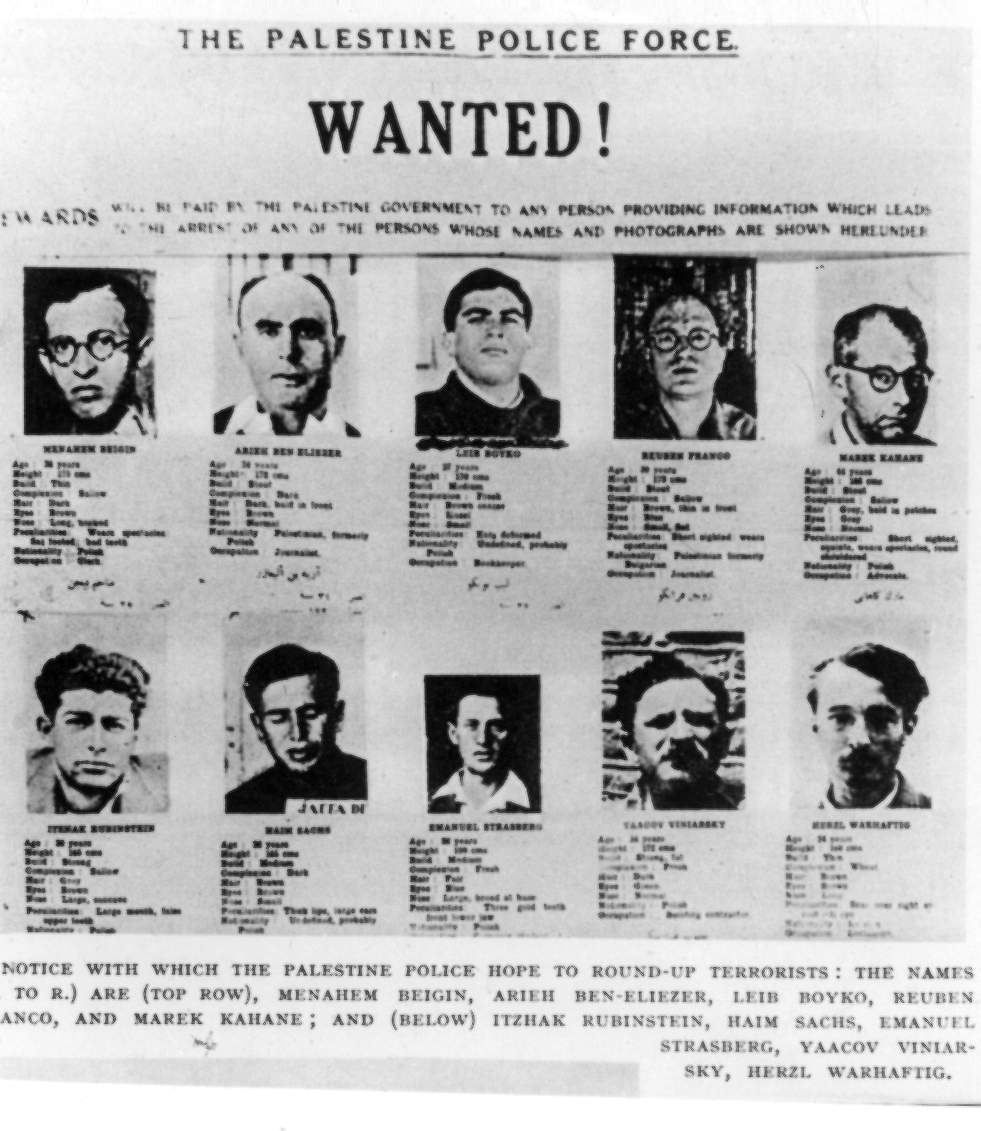
英国驻巴勒斯坦警隊发布的通缉令，贝京的照片位于左上方

贝京在巴勒斯坦期间以激进的态度投身犹太复国运动，他反对以色列地工人党与英国政府的合作关系。贝京强烈抨击英国政府在欧洲犹太人面临灭顶之灾之时还在限制犹太人移民巴勒斯坦，他认为驱逐英国托管当局并在巴勒斯坦建立犹太国才是拯救欧洲犹太同胞的唯一方法。
1943年，贝京成为了伊尔贡的领导人，他决定率领伊尔贡以武力打击英国托管当局，逼迫英国离开巴勒斯坦。而当时巴勒斯坦地区的犹太人官方组织犹太代办处、犹太民族会议及下属的武装组织哈加纳均主张避免和英方发生直接冲突，他们均认为英国在战争胜利后肯定会支持犹太人在巴勒斯坦建国。但是贝京认为英国政府早已违背了1917年贝尔福宣言里关于支持犹太人建国的承诺，因为英方已经于1939年出台了限制犹太人移民的白皮书以获得阿拉伯人的支持。为此贝与犹太代办处决裂，转而与更加激进的锡安主义武装组织莱希进行合作。
贝京详细研究了爱尔兰独立战争和印度独立运动的过程，他认为展开广泛的游击战有助于打击英国当局的声望，使英方在当地更加不得人心，以此可以获得依舒夫的支持。
同时贝京也倚重于国际媒体的关注，他表示要让巴勒斯坦变成一个全世界都瞩目的“玻璃屋”以吸引国际关注，创造国际舆论和影响对英国当局施压，以逼迫英国不得不在加强镇压力度和最终撤军之间做出选择，贝京确信英国最终会不堪重负而撤军。此外贝京又将武装攻击的目标限定在英国当局的政府和警察机构，他认为过分攻击英国的军事目标会干扰英国的对德国的作战。
1944年2月1日，伊尔贡宣布起事。12天后，伊尔贡成员炸毁了位于耶路撒冷、特拉维夫和海法三个城市的英国当局移民机构辦事處，同时避免了人员伤亡。随后伊尔贡又攻击了上述三个城市的英国税务机关和警察局，造成2名伊尔贡成员和6名警察丧生。与此同时，莱希也展开了对英国警察的袭击。整个1944年，伊尔贡和莱希的暴力活动愈演愈烈。

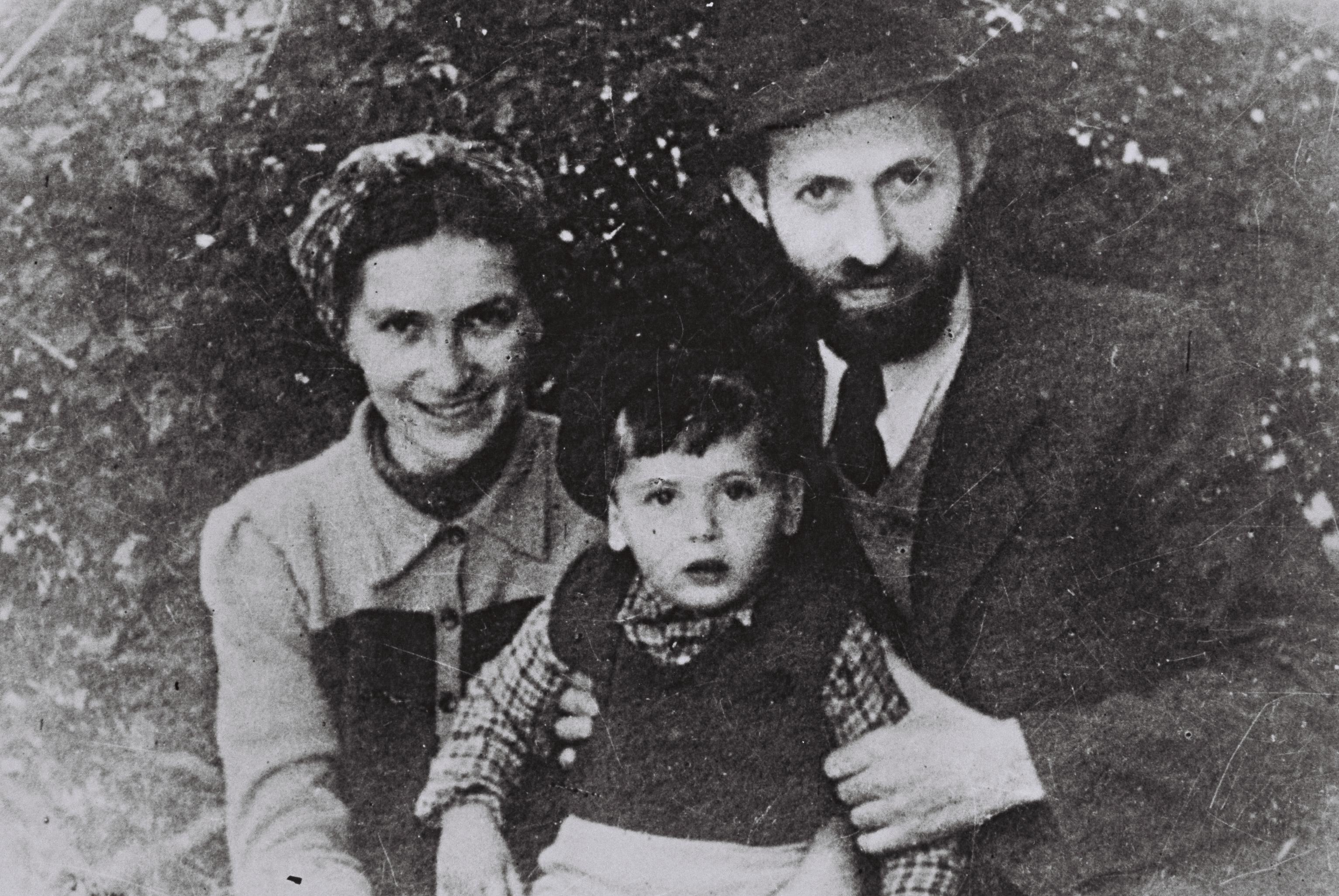
1946年11月，贝京伪装成拉比与妻儿在特拉维夫合影

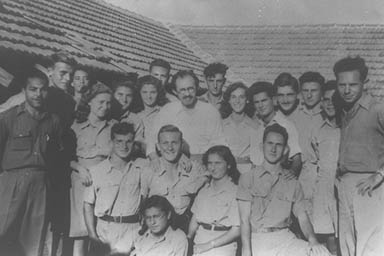
1948年贝京与伊尔贡成员合影

1944年11月6日，两名莱希组织成员在开罗杀死了英国中东事务大臣莫因勋爵，此举不仅激怒了英国当局，也震惊了犹太代办处。英国政府强令哈加纳与巴勒斯坦托管当局合作铲除伊尔贡和莱希等犹太人地下组织。随后哈加纳发动了狩猎季行动，配合英国当局对伊尔贡和莱希开展了维持数月的清缴行动，逮捕了数批犹太地下组织成员。为了避免在巴勒斯坦发生犹太人内战，贝京下令伊尔贡停止暴力活动以度过危机。贝京判断犹太代办处最终还是会和他达成一致，因为英国已经无意履行贝尔福宣言的承诺，犹太人的建国最终还是要依靠武力完成。随着时间推移，哈加纳对于清剿行动也不再热心，伊尔贡则在依舒夫里赢得了广泛的认同与同情。
1945年夏天，欧洲大陆的战事已经结束，而英国对于在巴勒斯坦建立犹太国仍持消极态度，此外还不断阻挠犹太人幸存者移民巴勒斯坦，犹太公众对英国政府的敌意不断加深。在这种情况下，犹太代办处开始与伊尔贡和莱希接触商讨合作事宜。哈加纳、伊尔贡和莱希经过谈判联合成立了希伯来抵抗运动，以合作对抗英国托管当局，但伊尔贡和莱希仍保持独立地位。1945年至1946年间，哈加纳、伊尔贡和莱希对巴勒斯坦地区的英国政府机构、军事目标和当地基础设施展开了一系列武装袭击。1946年6月29日，英国政府调集重兵开展阿加莎行動，在巴勒斯坦地区大规模搜捕犹太武装人员，同时还查抄了犹太代办处总部并逮捕了依舒夫领导人。作为报复，贝京指挥伊尔贡炸毁了英国在巴勒斯坦的军政机构所在地大卫王酒店，造成91人死亡，这就是震惊世界的大卫王酒店爆炸案。
然而希伯来抵抗运动内部各派的合作关系在爆炸案后产生了产生了裂痕。哈加纳在爆炸案后减少了对英国军事目标的攻击，将主要精力投入了帮助欧洲的犹太难民偷渡进入巴勒斯坦的行动中，同时也彻底断绝了与英国当局的合作。伊尔贡和莱希在帮助犹太难民偷渡的同时，依然将主要精力放在了对英国当局的武装袭击上，意图通过大量武装袭击迫使英国不堪重负最终撤出巴勒斯坦。1946年12月，英国当局判处两名被逮捕的伊尔贡成员18年有期徒刑，同时还附加了鞭刑。作为回应贝京下令伊尔贡绑架了四名英国军人而后对四人实施了鞭刑。1947年5月4日，伊尔贡和莱希合作攻入了位于阿卡的监狱，救出被关押的200多名被关押的犹太人和阿拉伯人。劫狱过程中有15人丧生，3名伊尔贡成员被俘。7月29日，英国当局随后将3名被俘伊尔贡成员处以绞刑，贝京为了报复同样下令将伊尔贡逮捕的两名英国中士处以绞刑，并将他们的尸体挂在了内坦亚的一片树林里。由于巴勒斯坦的局势持续动荡，英国当局不堪重负。1947年9月，英国内阁投票决定英国托管当局撤出巴勒斯坦，巴勒斯坦问题交由联合国解决。1947年11月，联合国大会表决通过了联合国大会181号决议，确定了在巴勒斯坦地区建立犹太国和阿拉伯国的分治方案，同时英国驻巴勒斯坦军政机构开始逐步撤离巴勒斯坦。
在联合国大会181号决议通过后，巴勒斯坦地区的阿拉伯人和犹太人随即爆发了激烈冲突。贝京领导的伊尔贡与哈加纳、莱希一同开始了对阿拉伯人的战斗，伊尔贡参与了攻打雅法和耶路撒冷旧城的解围战。
最有争议的行动出现在1948年4月9日，伊尔贡和莱希的120余名武装人员闯入耶路撒冷西部的代尔亚辛村，屠杀了100余名当地阿拉伯村民，这就是著名的代尔亚辛村大屠杀，包括哈加纳在内的各方均强烈谴责屠杀事件，而伊尔贡和莱希则坚决否认屠杀指控，贝京还威胁如果犹太代办处不接受他的说法那他将脱离统一指挥。
贝京在指挥对英国当局和阿拉伯人的攻击的同时还不得隐藏自己，因为他一直遭到英国政府的通缉，贝京当时是英国当局的在巴勒斯坦的头号通缉犯，军情五局对于他的击毙或抓捕的悬赏达到了一万英镑。贝京在此期间不得不带着妻子和孩子东躲西藏，他当时被迫续起胡须、使用伊斯雷尔·萨索夫（Yisrael Sassover）的假名伪装成一个拉比，此外还使用各种迷惑手段误导英国情报机关。在大卫王酒店爆炸案后，英军一度接近抓获了贝京，但他躲藏在一个隔间里而免于被捕。1947年，贝京搬到了特拉维夫市中心，使用一个被遗弃护照上的姓名“约拿·柯尼格绍夫”（Dr. Yonah Koenigshoffer）作为自己的假名。贝京一直保持隐姓埋名直到1948年4月英国当局结束巴勒斯坦托管统治结束。
在以色列建国后的许多年里，贝京及其领导的伊尔贡在建国过程中所起到的作用和影响一直面臨广泛争论。而贝京对于他被描绘成一个好战的异议者而感到不满。

### 阿尔塔列纳事件和第一次中东战争

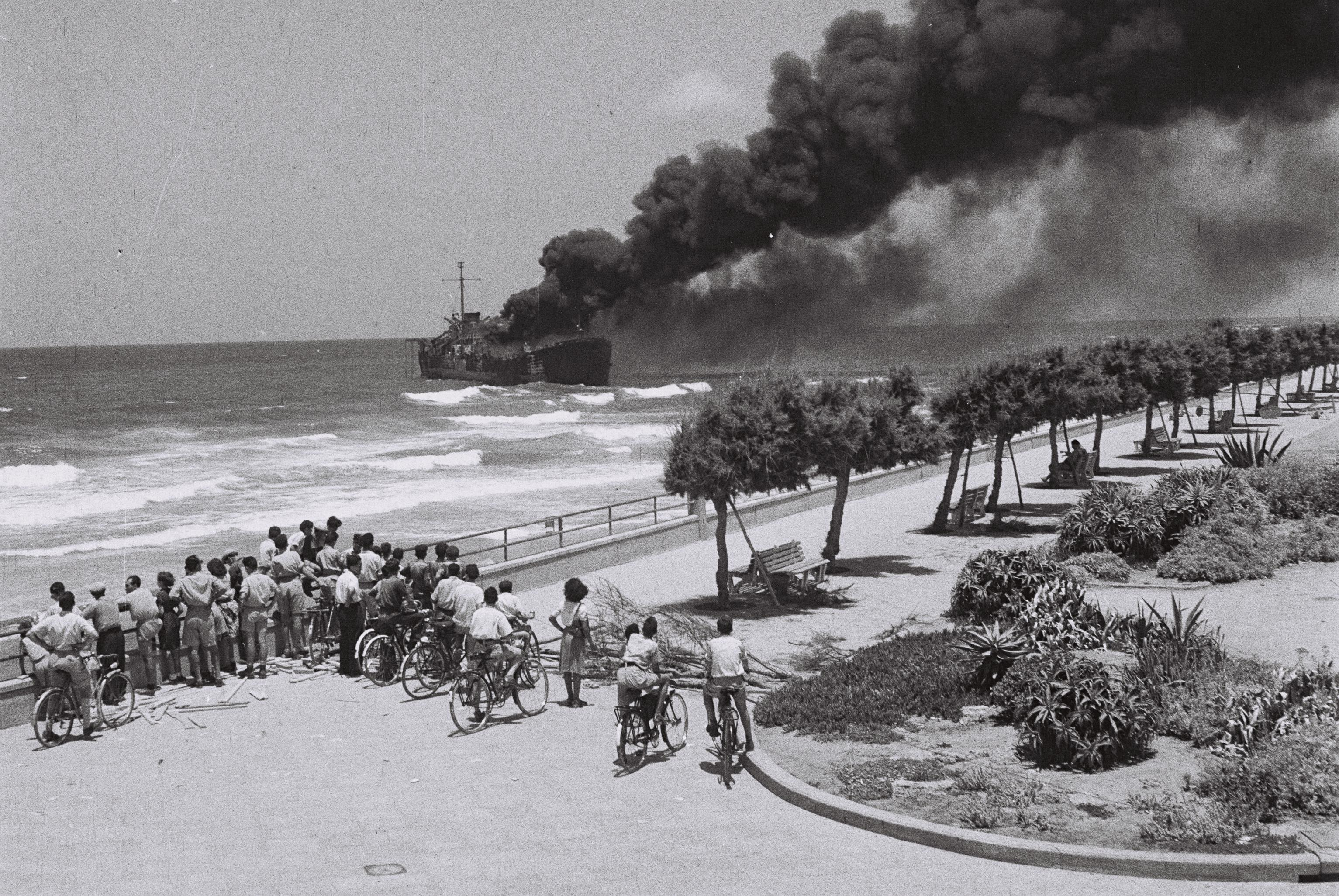
阿尔塔列纳号货船在特拉维夫海岸附近被击中起火

1948年5月14日，以色列宣布建国，第一次中东战争随即爆发，伊尔贡与哈加纳、莱希一起合作保卫新建立的以色列。5月15日，贝京通过广播宣布自己停止躲藏开始公开活动。6月1日，贝京与临时政府总理本-古里安签订协议，伊尔贡组织正式编入新成立的以色列国防军，同时伊尔贡获准保留有一个临时指挥部和一支位于耶路撒冷地区的独立战斗营，这使得伊尔贡实质上仍然接受贝京的指挥。
1948年6月，在联合国规定的停火期间，伊尔贡组织了一艘装有大批武器弹药和800多名志愿者的货船阿尔塔列纳號（Altalena）从法国出发前往以色列。事先得知情报的以色列临时政府总理本-古里安和贝京随后就此事进行了谈判。贝京提议将大多数武器交予以軍，伊尔贡仅保留五分之一并将其配发给位于耶路撒冷的伊尔贡战斗营。本-古里安同意了提议，但贝京随后又提出伊尔贡拒绝临时政府的监督独立卸货。本-古里安不愿再忍受贝京这种自行其是的行径，更不愿承认伊尔贡成为国防军内部的“军中之军”，因此他决定收回成命。
6月20日，阿尔塔列纳号货船抵近特拉维夫北部的维特金村（Kfar Vitkin）海岸，贝京率领伊尔贡成员们在海岸迎接，并且开始卸货。与此同时，临时政府在特拉维夫召开会议，本-古里安决心强令贝京彻底缴械投降，他在会上表示：
我们必须决定是将权力移交给贝京还是强令他解散组织，如果他不愿顺从，我们就开火！否则我们就得解散自己的军队了。
临时政府决议授权军队在必要时使用武力解除伊尔贡的武装并收缴船只及武器。以軍的亚历山德罗尼旅奉命包围了事发区域，此时阿尔塔列纳号上的武器仍在卸载过程中，亚历山德罗尼旅旅長给贝京下达了最后通牒：
致：贝京
根据以色列国防军总参谋部的命令，我獲授权以以色列政府的名义收缴抵达我所管辖海岸区域的军用物资，现要求你交出所保管的武器，同时要求你立即与最高层联系。要求你立即执行这项命令，如果你拒绝执行命令，我将使用一切手段迫使你执行命令并将征用武器以转交于以色列政府。我们希望告知你周边区域均已被全副武装的部队和装甲车所包围，所有道路已封锁。你将对拒绝命令的后果承担全部责任。船上的所载人员在解除武装后可以按照你的安排前往营地，你有十分钟时间作出答复。

D.E.,旅長
贝京拒绝了最后通牒，所以调停的努力均告失败。以军开始强攻，经过短暂交火后，位于海滩上的伊尔贡成员被迫投降，并将已经卸在海滩上的武器交给了以军。
贝京在交火发生时登上了阿尔塔列纳号货船，随后指挥货船驶向伊尔贡支持者众多的特拉维夫。6月22日，货船抵达特拉维夫海岸，许多已经加入了国防军的前伊尔贡成员纷纷脱离部队前往海滩接应，一场以色列内战几乎迫在眉睫。本-古里安命令总参谋长伊加尔·亚丁在海滩集结重兵并部署了重武器，准备以武力解决。当天下午4点，本古里安下令炮击阿尔塔列纳号货船，货船很快起火燃烧。

美国籍船长门罗·费恩（Monroe Fein）打出白旗并下令船员弃船，船上人员纷纷跳入水中逃生，贝京在甲板上坚持到最后时刻方才撤离。阿尔塔列纳事件总共有16名伊尔贡成员被打死，其中有10人在炮击中丧生，6人在维特金海滩的交火中被打死，以色列国防军方面有3人死亡。此外伊尔贡方面有包括多位领导层在内的200余人被捕，他们在数月内被陆续释放。贝京侥幸逃脱，最终于1948年8月27日同意彻底解散伊尔贡的武装组织，伊尔贡成员分散编入以色列国防军，贝京因而也获得了赦免。阿尔塔列纳号货船在被炮击后搁浅，于1年后被拖往公海沉没。

## 政治生涯

### 反对派时期

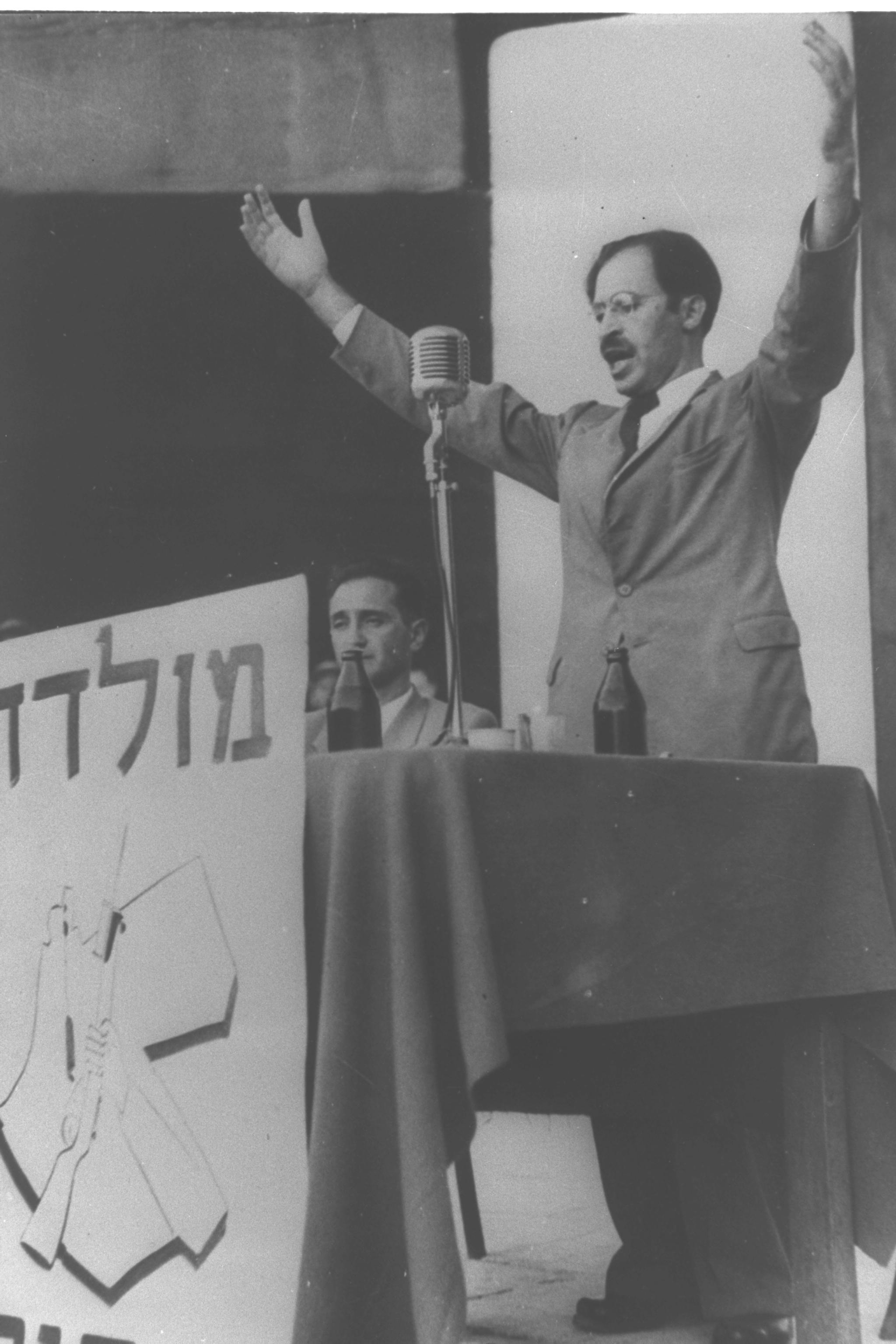
1948年，贝京进行演讲

在贝京宣布解散伊尔贡后转入政坛，1948年8月，贝京与一些前伊尔贡领导层成员创建了右翼政党赫鲁特（意为自由）。但在创立初期由贝京的导师雅博廷斯基创立的修正锡安主义联盟并不认可贝京的政党，他们认为贝京盗用雅博廷斯基的名义与他们分庭抗礼。
1948年11月，贝京前往美国访问，在此期间爱因斯坦、胡克、阿伦特等知名美国犹太人以及数个美国犹太社团联名发表公开信，强烈抨击贝京是恐怖分子，赫鲁特是“巴勒斯坦的右翼沙文主义组织”，指出他们在组织框架、行事风格和宣扬种族优越的政治理念都很像纳粹党，还指责伊尔贡在犹太人社区散布恐怖。
在1949年举行的以色列第一届议会选举中，赫鲁特获得了11.5%的选票，赢得了14个议会席位，为议会第四大党派。而修正锡安主义联盟没能进入议会，在随后选择了并入赫鲁特，这让贝京已经是公认的修正锡安主义领导人。1950年，贝京试图访问英国时被拒绝入境，英国政府指责他是“臭名昭著的伊尔贡恐怖组织领导人”。
在此之后十几年里，贝京不断整合各派右翼组织，还在党章中加入恢复大以色列的激进章程，这使得赫鲁特日趋壮大，发展成了长期执政的工党联盟的主要反对党。贝京与时任以色列总理本-古里安关系恶劣，两人作为巴勒斯坦犹太人的左翼和右翼领袖人物早有宿怨，而阿尔塔列纳事件又激化了两人的紧张关系。贝京指责以色列地工人党是腐败的布尔什维克政党，本-古里安则多次重申坚决不与赫鲁特及以色列共产党合作，甚至在议会会议时拒绝提贝京的名字。
贝京与本-古里安最大的分歧是关于是否接受德国赔款的问题，因为以色列在建国初期经济困难，1951年底本-古里安政府开始和联邦德国政府开始接触商讨德国对犹太人的赔偿问题。贝京强烈反对向德国索要赔款，称此举就等于轻易原谅了纳粹德国对犹太人犯下的罪行。1952年1月，以色列议会召开会议商讨是否接受德国赔款，当天贝京率领一万五千余人在耶路撒冷进行游行示威，贝京在现场发表极具煽动性的演讲抨击本-古里安，还扬言要以暴力推翻政府，他还提到了阿尔塔列纳事件：“当时向我开炮时，我下令不要还击，而今天给你们下令，还击吧！”人群在贝京的煽动下涌往位于乔治王街以色列议会大楼，并向大楼的窗户投掷石块，很快演化成骚乱。随后警察用催泪瓦斯和水炮强行驱散了示威者，数百人被捕，200余名骚乱者、140余名警察和几位议员受伤。贝京因为被控煽动暴力被禁止参加议会6个月，公众舆论普遍指责贝京应为事态激化负责。贝京以其慷慨激昂的演讲词深刻描绘了大屠杀的惨烈和悲壮，这为他赢得了大量支持者，但同时作为一个煽动者的形象也深入人心。
右翼分子没有停止阻挠德以和解的进程，1952年三月，以色列右翼分子试图用邮件炸弹行刺联邦德国总理阿登纳，炸弹在拆解过程中爆炸，导致一名德国工兵死亡，两人受伤。随后五名以色列人在巴黎被捕，经查全部是前伊尔贡成员。此举也使得阿登纳开始与以色列反对派进行接触，避免出现更大的阻力。五名密谋者被法国政府遣送至德国，德国政府又将他们遣返以色列。40年后，当年参与此事的埃塞尔·苏蒂特（Elieser Sudit）回忆称贝京参与策划了暗杀行动。

### 加哈尔集团
在随后的十年里，贝京领导的赫鲁特没能在议会选举中更进一步，1961年赫鲁特只获得17个议会席位。1965年，赫鲁特与以色列自由党组成了中右翼的加哈尔集团，但在当年的选举中也总共只获得26个议会席位。在1966年赫鲁特党代表大会上，年轻的奥尔默特开始挑战贝京的权威，贝京一度宣布将从领导岗位上退休，但随后又在人们的挽留下收回成命。1967年6月，第三次中东战争爆发，加哈尔集团加入了由总理列维·艾希科尔的内阁，与以色列地工人党、拉菲党一同组成民族联合政府。贝京在内阁担任不管部部长，拉菲党的摩西·达扬担任国防部长。1970年8月，加哈尔集团决定退出联合政府，因为贝京不满梅厄同意了美国提出罗杰斯计划，該计划主张苏伊士运河停火以色列和埃及应结束在运河的军事对峙，以色列应撤出1967年所占领的土地。贝京认为同意罗杰斯计划即意味着以色列同意了1967年的联合国安理会242号决议里关于“以色列军撤出在最近战争中占领的领土”的要求。8月5日，贝京在议会发表讲话，指出他本人坚决反对以色列撤出约旦河西岸地区，因此他本人和数名加哈尔集团内阁成员集体退出政府。

### 利库德集团

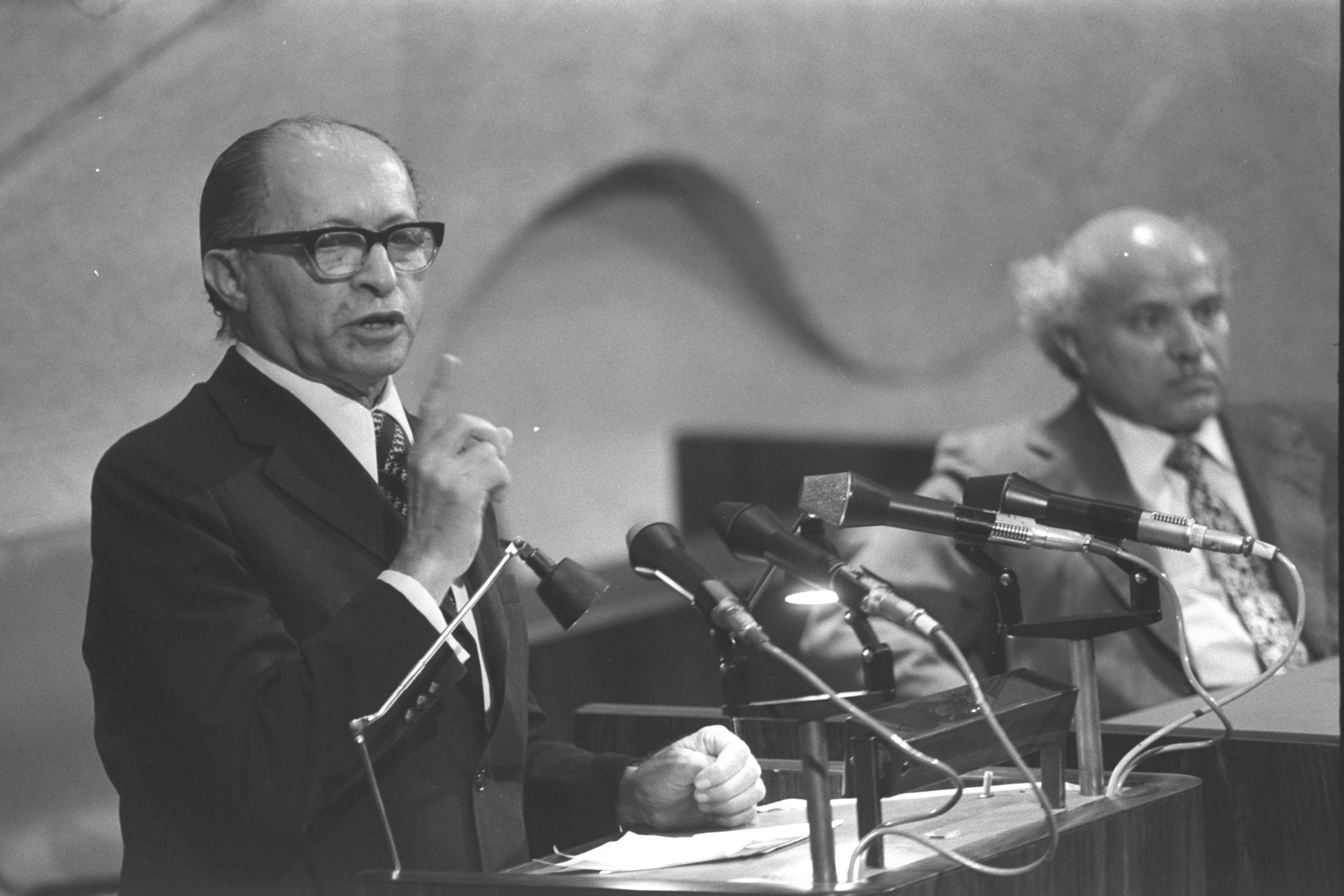
1974年贝京在以色列议会发言

1973年，贝京接受了自由党主席沙龙的提议，将加哈尔集团、自由中心和其他几个小党派整合，建立了利库德集团，贝京本人担任主席。在赎罪日战争结束后，以色列进行议会选举，利库德集团一举获得39个议会席位，但仍是反对党。
赎罪日战争后，以色列国内的公众舆论对于工党的不满不断上升。政府在战争初期应对不利，导致以色列承受了严重损失，以色列国内舆论纷纷要求问责。作为以色列国内反对工党社会主义思潮的代表人物，贝京及其利库德集团的支持度不断上升。贝京还适时开始迎合米兹拉希犹太人的支持，来自中东地区的米兹拉希犹太人数量增长较快但社会地位长期被边缘化，贝京主张的尊重犹太教传统和反社会主义等政策对米兹拉希犹太人有很大的吸引力。而1974年至1977年执政的拉宾和佩雷斯的工党政府饱受腐败指控、内讧和经济停滞的影响，长期与工党合作的国家宗教党也开始右转，这些都成了贝京走向以色列政治中心的重要基础。

## 以色列总理

### 1977年大选

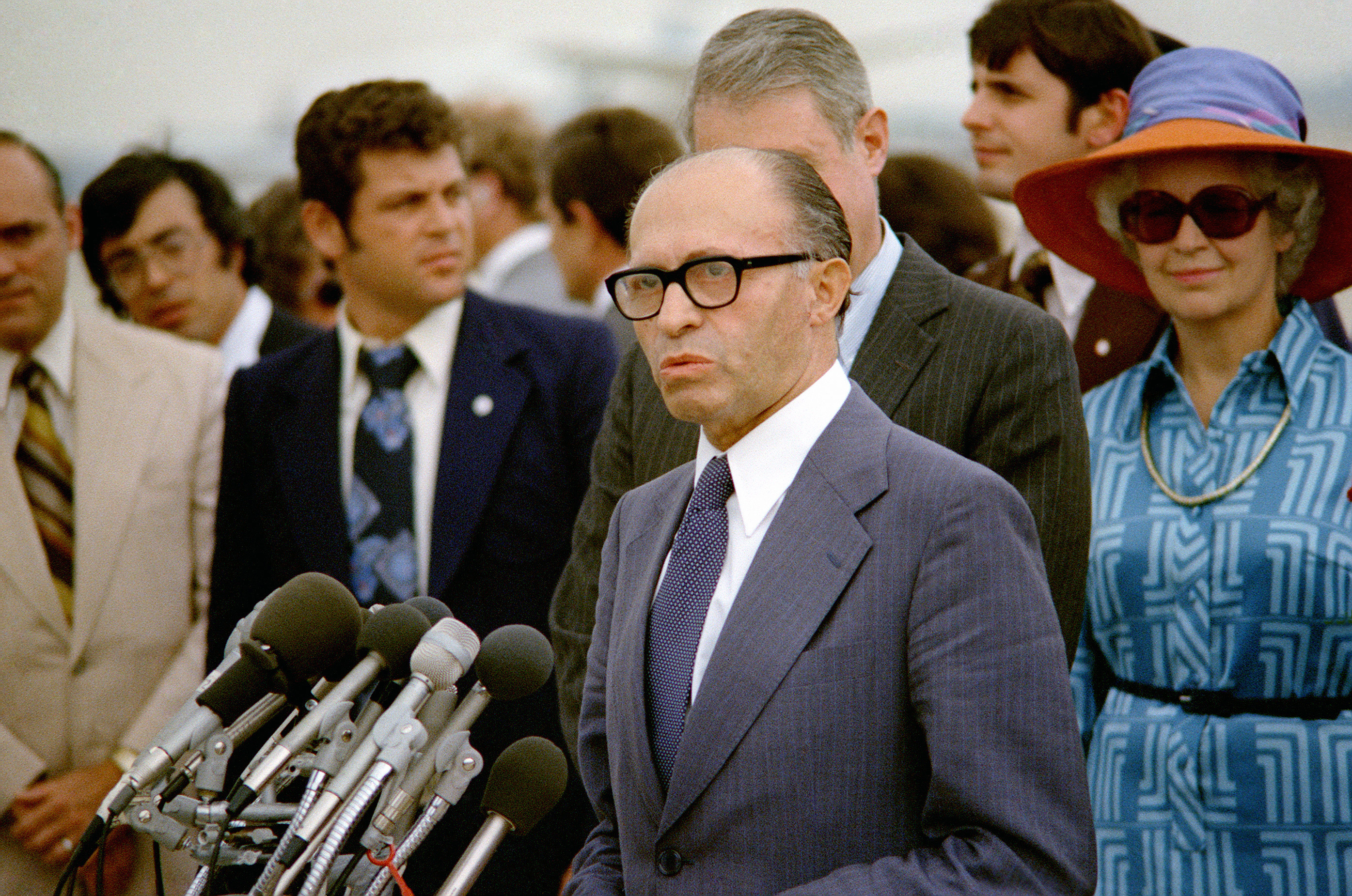
1978年的贝京

在1977年5月17日举行的以色列议会选举中，贝京领导的利库德集团拿下43个议会席位，一举成为了议会最大党派。这次选举在以色列国内称为“剧变”（Mahapakh），因为这是在以色列建国近三十年来持续执政的工党联盟第一次被右翼的利库德集团所取代，实现了以色列历史上第一次真正意义上的政党轮替。利库德集团的胜利也意味着以色列社会开始了一次根本性重组，以色列建国初期一直占有主导地位的阿什肯纳兹犹太人及其所倡导的左翼思潮逐步被此前一直处于社会边缘的米兹拉希犹太人及其宗教主义所取代，社会保守主义和经济自由主义的思潮逐渐成为主流。

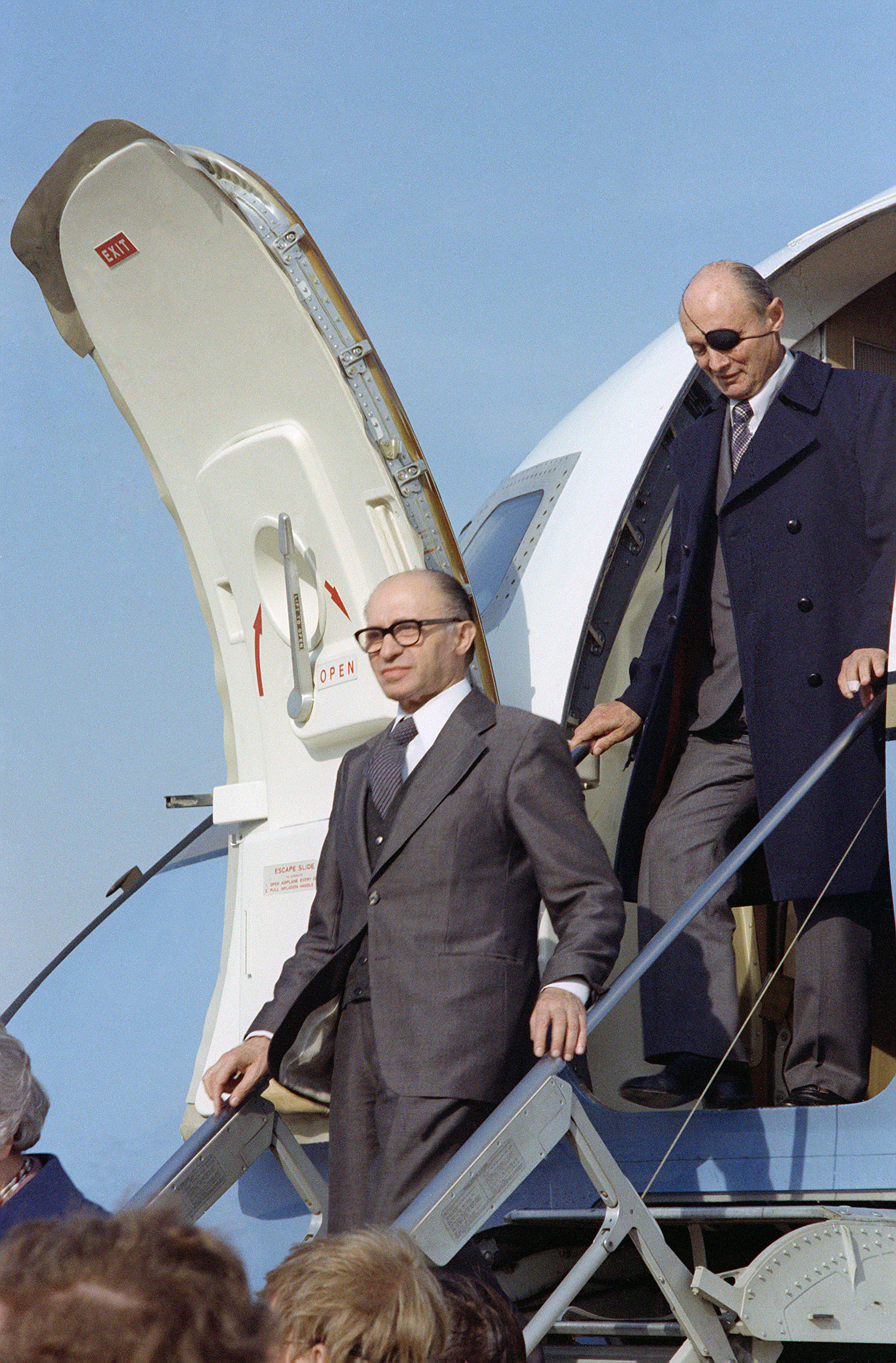
贝京与摩西·达扬访问美国

利库德集团在选战中一路领先，贝京的个人形象起到了很大作用。由于贝京过去的所作所为，他经常被工党描绘成一个极权主义者和极端分子。贝京在选举过程中也适时改变了自己过去的激进形象，他以一个谦逊而虔诚的领导人形象出现，引起了对工党执政不满的选民的共鸣。利库德集团赢得了以劳工阶层为主体的米兹拉希犹太人选民的大部分选票，而伊加尔·雅丁新成立的戴希党吸引了许多对工党联盟不满的中上阶层选民。戴希党在选举中获得15个议会席位，大大分流了工党联盟获得的选票，使得佩雷斯的工党联盟只获得32席，利库德集团成为了议会最大政党。贝京在利库德集团总部在胜选演讲中引用了葛底斯堡演讲和妥拉中的语句，称这次胜选是“犹太人历史的转折点”。
获得了43个席位的利库德集团仍需要与其他政党联合才能达到议会绝对多数席位以组建多数政府，因此贝京开始了与宗教党派和中间党派合作。此外贝京出人意料的提名工党的摩西·达扬担任外交部长，贝京通过这次任命获得更大的支持度。1977年6月20日，贝京向议会提交了政府名单，组阁获得通过。1977年10月，亚丁的戴希党也加入了联合政府，亚丁本人担任副总理。

### 社会经济政策
贝京在就任总理后开始了对国内的一系列改革。贝京政府将以色列的免费义务教育扩展至十年级。同时建立了长期社会保障制度和国家补助体系贝京还废止了工党政府颁布的彩色电视信号禁令，将驾照最低年龄降至17岁。此外政府还启动了一项代号为“重生”的工程，由政府、犹太代办处和犹太人社团共同募集资金，由总理办公室牵头，旨在改善塞法迪犹太人和米兹拉希犹太人所居贫民窟的居住环境和生活质量。该项目在贫民窟和贫困地区开展了大规模的基础设施建设，包括铺设公路、改善用水设施、照明系统、住房条件，同时扩建各类公共服务设施、教育及医疗设施等。至1983年，这项工程惠及了来自80多个城镇社区的超过45万居民。在贝京离职后，这项政策依旧延续至今，用于改善弱势群体及贫困社区的生活条件。
贝京在经济方面主要以放宽经济管制为主要政策，以改变以色列建国以来秉持的社会主义计划经济体制。贝京任命西姆哈·埃尔里奇担任财政部长，埃尔里奇提出了经济转型计划。计划包括取消了政府的汇率管制并改由市场主导，取消消费品补贴，放宽外汇管制，同时增加增值税，降低车船税，降低关税以鼓励进口。转型计划取得了一定成果，大量高品质的廉价商品进入国内，企业利润得到了大幅提升，股市情况也得以好转。然而计划并没有像预想的那样改善普通民众的生活，由于增值税的提高和消费品补贴的取消，加之美元汇率上升，很快引发了通货膨胀和物价高涨。 1978年7月17日，以色列内阁召开会议讨论通货膨胀，贝京在会上否决了关于政府干预通货膨胀的提议。最终政府决定不对通货膨胀采取任何措施，任其发展。但贝京和一些内阁閣員也不是完全赞同埃尔里奇的自由放任政策，贝京因为公众的恐慌否决了埃尔里奇提出的缩减政府开支及将公共服务部门私有化的方案，只批准将18个国有企业进行私有化改制。1983年，以色列爆发严重的金融危机，以色列四家最大的银行估价崩盘，贝京政府果断对四家银行实施了国有化。贝京在任期间通货膨胀持续上升，一直到1985年政府提出经济稳定计划以缩减开支后方才得以控制。持续数年的通胀大大削以色列总工会和基布兹的实力，这在客观上有助于以色列彻底转型为市场经济，使得以色列从以政府管制和平均主义的计划型经济转型为追求消费文化、高品质生活的资本主义市场经济。
不过根据调查，贝京在任期间以色列的贫富差距并没有得到改善，尤其是贫困家庭的数量在贝京在任期间猛增。根据官方统计，以色列的贫困率在贝京执政期间翻了一倍。

### 戴维营和谈

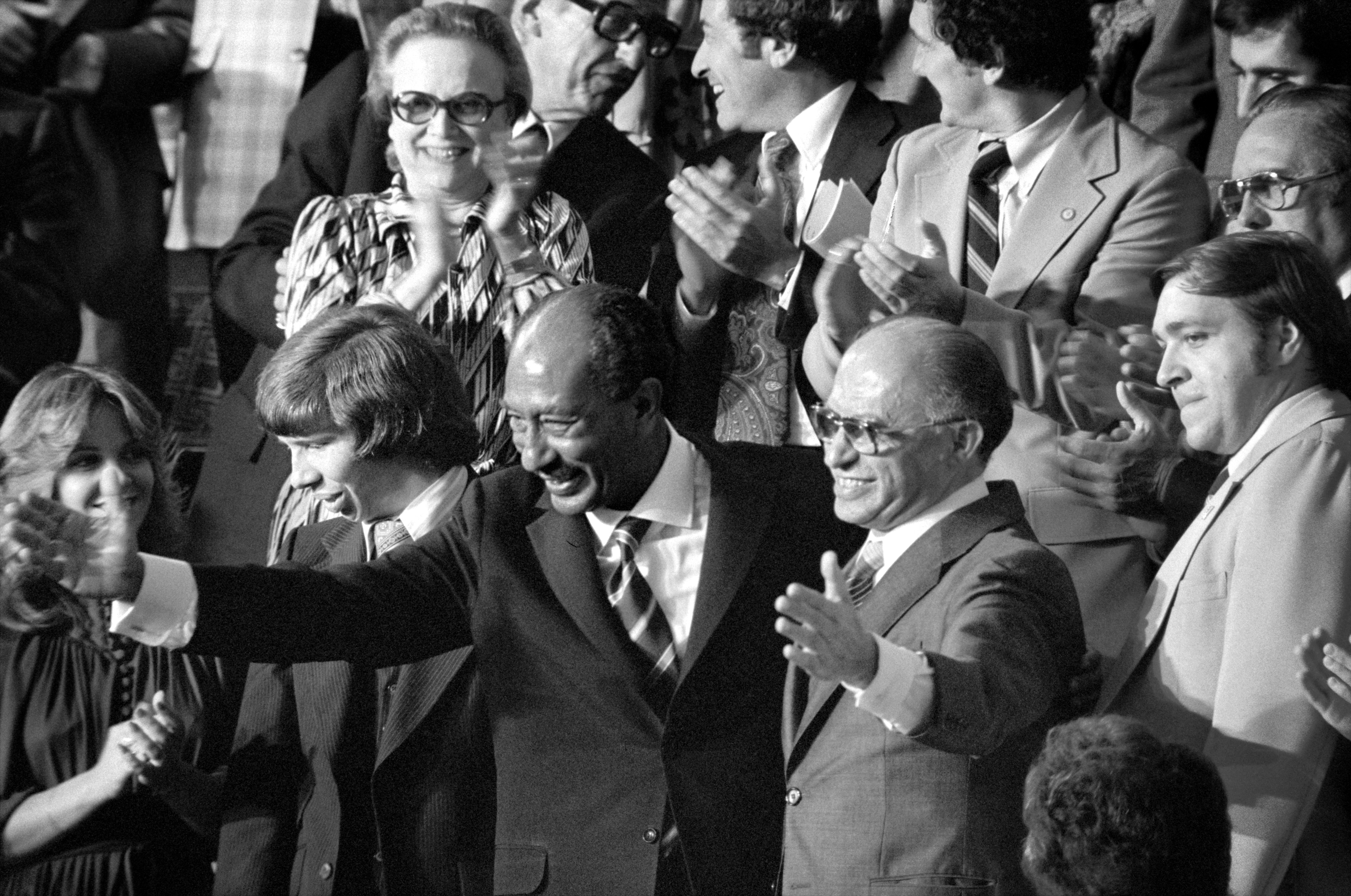
1978年9月18日，埃及总统萨达特与以色列总理贝京在美国国会庆祝戴维营协议的达成

1977年，贝京在就任以色列总理不久就通过美国向埃及总统萨达特传达了进行和平谈判的意愿。1977年9月16日，以色列外交部长摩西·达扬和埃及副总理哈桑·图哈米在摩洛哥进行了秘密会谈。1977年11月19日，萨达特乘专机访问以色列，贝京率领以色列各党派政要亲自前往机场迎接，这是阿拉伯国家元首第一次到访以色列。1978年，贝京在摩西·达扬和埃泽尔·魏茨曼的协助下，前往美国开始和平会谈。在谈判前贝京还曾征求了犹太教最有影响力的拉比施尼尔森的意见。最终埃以双方在美国总统卡特的斡旋下在戴维营签署了具有历史意义的戴维营协议。根据协议，以色列将从西奈半岛撤军并将西奈半岛归还埃及。随后在1979年3月26日，贝京与萨达特又在美国首都华盛顿签署了埃以和平条约。这一系列协议的签署成就了中东历史上的一个分水岭，这是历史上第一次阿拉伯国家承认了以色列的合法性，这也是以色列第一次实质上接受了“土地换和平”的政治理念。而这次承认是由阿拉伯国家中最有影响力的埃及做出的，因此戴维营协议具有深远的战略和地缘政治意义。
几乎在一夜之间，贝京的公众形象就从过去不负责任的民族主义者变成了为和平而努力的政治家。1978年底，贝京和萨达特一同获颁诺贝尔和平奖。
然而，贝京在推进埃以和平进程的同时却在利库德集团内部受到了诸多批评，许多贝京的支持者都惊诧于他的转变，他们认为贝京放弃西奈半岛其实就是背叛了修正锡安主义和大以色列的理念。利库德集团内部以沙米尔为代表的强硬派坚决反对和平条约，但条约仍然得到了议会内多数支持并获得批准。而利库德集团内部强硬派于1979年10月退出利库德集团，建立了泰西亚党，以强硬的手段反对从西奈半岛撤离军队和定居点。但以色列还是于1982年完成了从西奈半岛的撤出，完全将西奈半岛交还埃及。

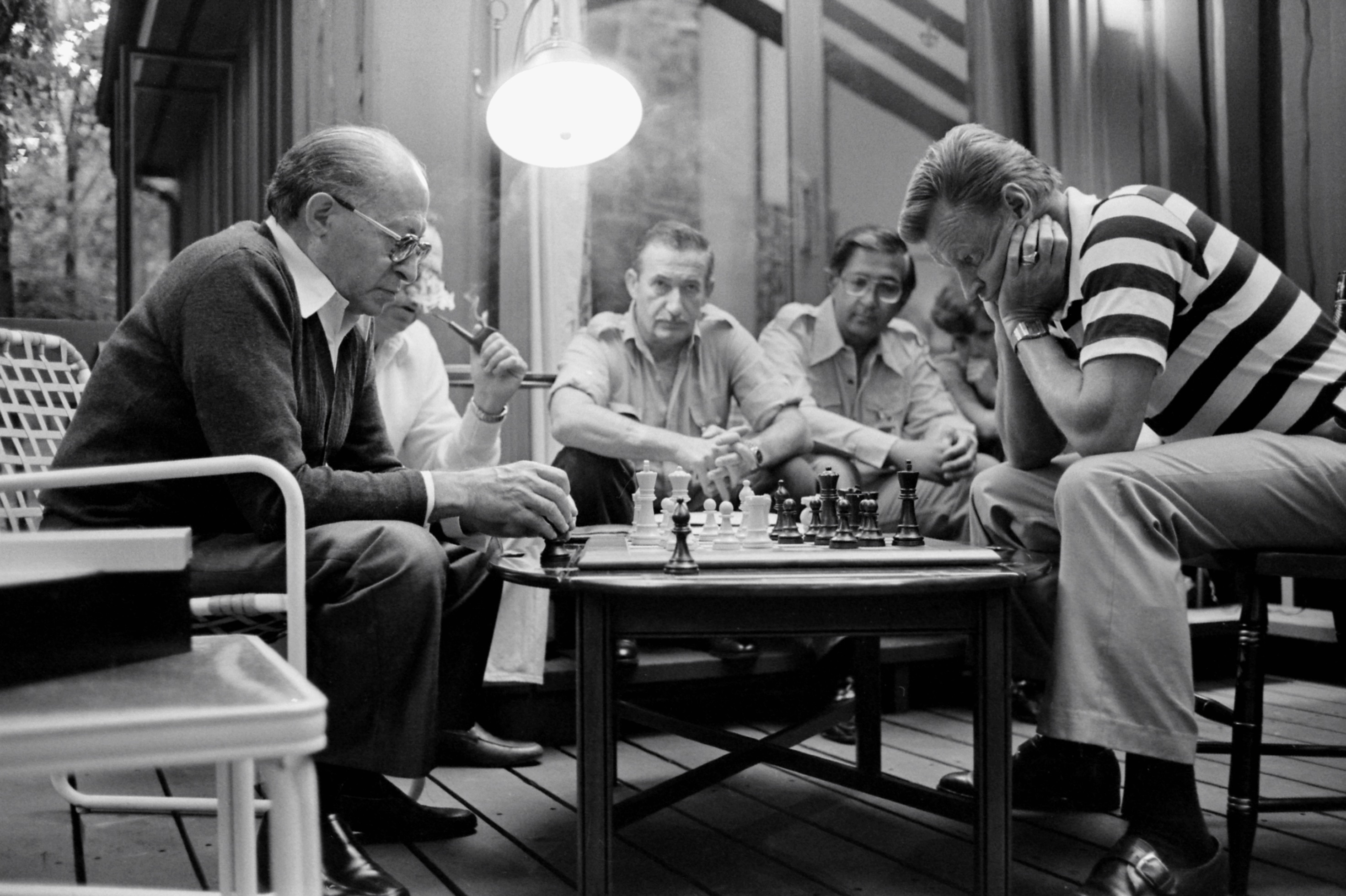
1978年，贝京在戴维营和美国国家安全事务助理布热津斯基下國際象棋

在从西奈半岛撤军的同时，贝京政府在约旦河西岸与加沙地带并没有完全履行戴维营协议。贝京政府制定了继续扩建犹太人定居点的阿隆计划，参照圣经中所记载的具有历史意义地区扩展定居点。贝京还任命沙龙为农业部长，由其主持在约旦河西岸及加沙大量扩建犹太人定居点，以尽可能的制造既成事实避免未来在领土问题上让步。
此外贝京在耶路撒冷问题态度强硬，1980年7月30日，以色列议会通过了耶路撒冷法，立法规定耶路撒冷是以色列“永远的和不可分割的首都”，但大多数国家拒绝承认耶路撒冷是以色列的首都。

### 空袭伊拉克核反应堆
贝京在伊拉克总统萨达姆上台后即将其视为以色列的重大威胁，他非常关注伊拉克与法国、意大利合作的奥斯拉克核反应堆项目，认为该项目有助于伊拉克掌握核武器。贝京下令在以色列国内建造了一个与奥斯拉克核反应堆一模一样的模型以供以色列空军进行轰炸练习。此外以色列政府还试图通过外交途径与法国、意大利协商，希望两国停止对伊拉克提供核技术。在所有外交谈判失败后，贝京决定对奥斯拉克核反应堆进行空袭。
空袭计划在贝京政府内部引起了巨大争论。1980年10月，摩萨德向贝京报告伊拉克的核反应堆将于1981年6月投入运行，最终内阁决定批准空袭行动。1981年6月，贝京下达了空袭指令。
1981年6月7日，以色列空军派出8架F-16战机和6架F-15战机，成功摧毁了奥斯拉克核反应堆。随后贝京在新闻发布会上解释了空袭原因，贝京表示“我们决不能允许以色列的敌人发展大规模杀伤性武器来威胁以色列人民”，他表示此次空袭绝不是孤立事件，而是“给未来每一届以色列政府开的一个先例”。

空袭行动后，包括美国在内的大多数国家均谴责以色列的空袭行动，6月19日，联合国安理会一致通过478号决议谴责以色列。
以色列国内的反对党也批评了政府的这次行动，但主要是指责贝京企图用空袭影响即将进行的以色列议会选举，随后利库德集团也得以顺利在大选中获胜继续执政。大选获胜后，以色列于1981年12月通过了戈兰高地法，正式吞并了戈兰高地，同时还宣布了国家航空公司在安息日的禁飞令。

### 入侵黎巴嫩
1975年，黎巴嫩内战爆发，巴勒斯坦解放组织趁机壮大并依托黎巴嫩南部对以色列进行袭击。1978年，以色列借口法塔赫武装攻击以色列平民，于3月15日占领了黎巴嫩南部。1978年年底，以色列在签订停火协议后撤军，但仍然和黎巴嫩长枪党武装一起在黎以边境设立安全区。之后巴解组织在黎巴嫩的活动有增无减，以色列在之后数年又曾多次空袭位于黎巴嫩的巴解组织目标。
1982年6月6日，贝京政府借口英国驻以色列大使遇刺受伤，实施了入侵黎巴嫩的加利利和平行动。贝京原本希望通过一次短期的有限军事行动解除巴解组织的威胁，同时协助当地的基督教马龙派长枪党武装控制黎巴嫩南部，以保障黎以边境的安全。但随后马龙派武装和巴解组织很快陷入混战，叙利亚也随即介入，战事随即扩大。6月9日，以色列在贝卡谷地空战中大败叙利亚空军，同时以军地面部队抵达黎巴嫩首都贝鲁特附近，远远超过了以色列政府事先授权的40公里推进线。以军在贝鲁特展开了长达数月的围困战，迫使巴解组织宣布撤出黎巴嫩，随后以色列逐步撤军。贝京在解释入侵黎巴嫩时称这是为了生存而不得不采取的行动，并把阿拉法特比作为希特勒。

#### 贝鲁特难民营大屠杀
1982年8月，以色列支持的黎巴嫩长枪党领袖巴希尔·杰马耶勒当选为黎巴嫩总统，贝京寄希望他就任后能与以色列签订和平协议。1982年9月14日，还未上任的杰马耶勒被暗杀身亡，以色列和黎巴嫩长枪党声称是隐藏在贝鲁特的巴勒斯坦难民营的巴解组织成员制造了暗杀。9月15日，以色列国防部长沙龙率军再次进入贝鲁特西部，包围了萨布拉和夏蒂拉的难民营。黎巴嫩长枪党武装于次日攻入难民营，在以色列国防军的默许下制造了骇人听闻的贝鲁特难民营大屠杀。
贝鲁特大屠杀不仅引起了国际社会的强烈谴责，在以色列国内也引起了轩然大波。9月25日，40万以色列人在特拉维夫举行了以色列历史上规模最大的示威游行，谴责贝京政府的战争行为，要求政府对屠杀事件作出调查。贝京政府迫于压力宣布对屠杀事件进行调查，1983年2月7日调查结果公布，指出贝京政府对于大屠杀负有间接责任，沙龙则负有个人责任。同时调查结果建议免去沙龙国防部长的职务，并禁止他今后担任公职。沙龙本人拒绝辞职，贝京也不愿解除沙龙的职位。1983年2月10日，以色列社会活动家埃米尔·格伦茨威在参加“现在就和平”的集会中被以色列极右翼分子用手榴弹炸死，10人受伤。以色列国内的不满情绪继续高涨，沙龙被迫宣布辞职，改任不管部部长。而公众对于要求贝京辞职的声浪也不断高涨。
贝京在谈到大屠杀辩称自己受到了误导。接近十年后，以色列国土报曾发表一系列文章，指责沙龙在战争过程中一直误导和欺骗贝京，导致战事规模不断扩大。1991年沙龙对国土报及作者进行起诉，开始了长达11年的诉讼。贝京的儿子本尼·贝京曾作为被告方证人在法庭作证，2002年法庭判决沙龙败诉。

### 退休

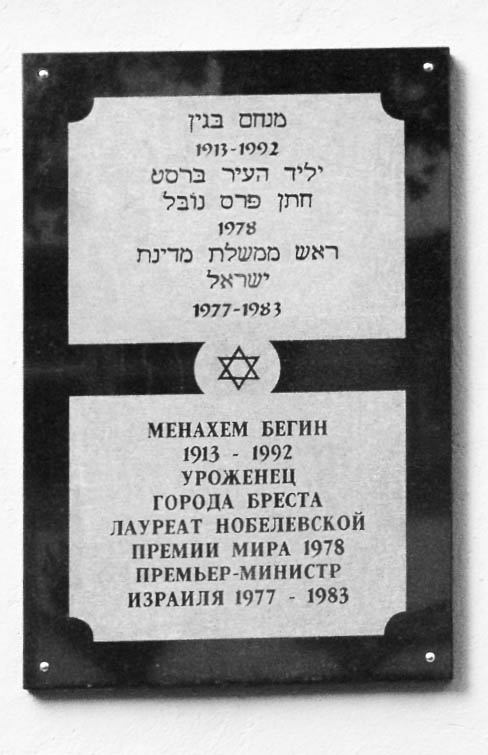
位于贝京出生地布列斯特的纪念碑

贝京的妻子阿莉扎于1982年11月去世，而她临终时贝京正在访问美国首都华盛顿，妻子的去世对于贝京来说是个极大的打击。因为巴希尔·杰马耶勒的遇刺身亡，贝京所期待的黎以和平协议也遥遥无期。随着驻黎巴嫩以军的伤亡持续增加，以色列国内的抗议者在他的办公地外持续示威。此外贝京的健康状况也不断恶化，最终1983年8月，贝京向赫尔佐克总统提交了辞呈，他对辞职的解释只有一句话“我没法再干下去了”。接替贝京的是与他合作了数十年的前莱希领导人伊扎克·沙米尔。
退休后的贝京完全停止了公开活动，他隐居在耶路撒冷森林的一处公寓里度过了他人生的最后阶段。贝京除了时常去妻子的墓地祈祷外几乎很少离开自己的住处，贝京的生活由子女和私人秘书照料，他除了亲友和家人外几乎不接待访客，也拒绝记者采访。根据他的私人秘书回忆，贝京每天的大部分时间都在阅读和看电影，几乎每天能看一本书。贝京仍然在关注外部世界，并且坚持着长期养成的每天早晨收听BBC广播的习惯，并订阅了很多报纸，此外贝京还在利库德集团内部保留了一些影响力。

### 去世

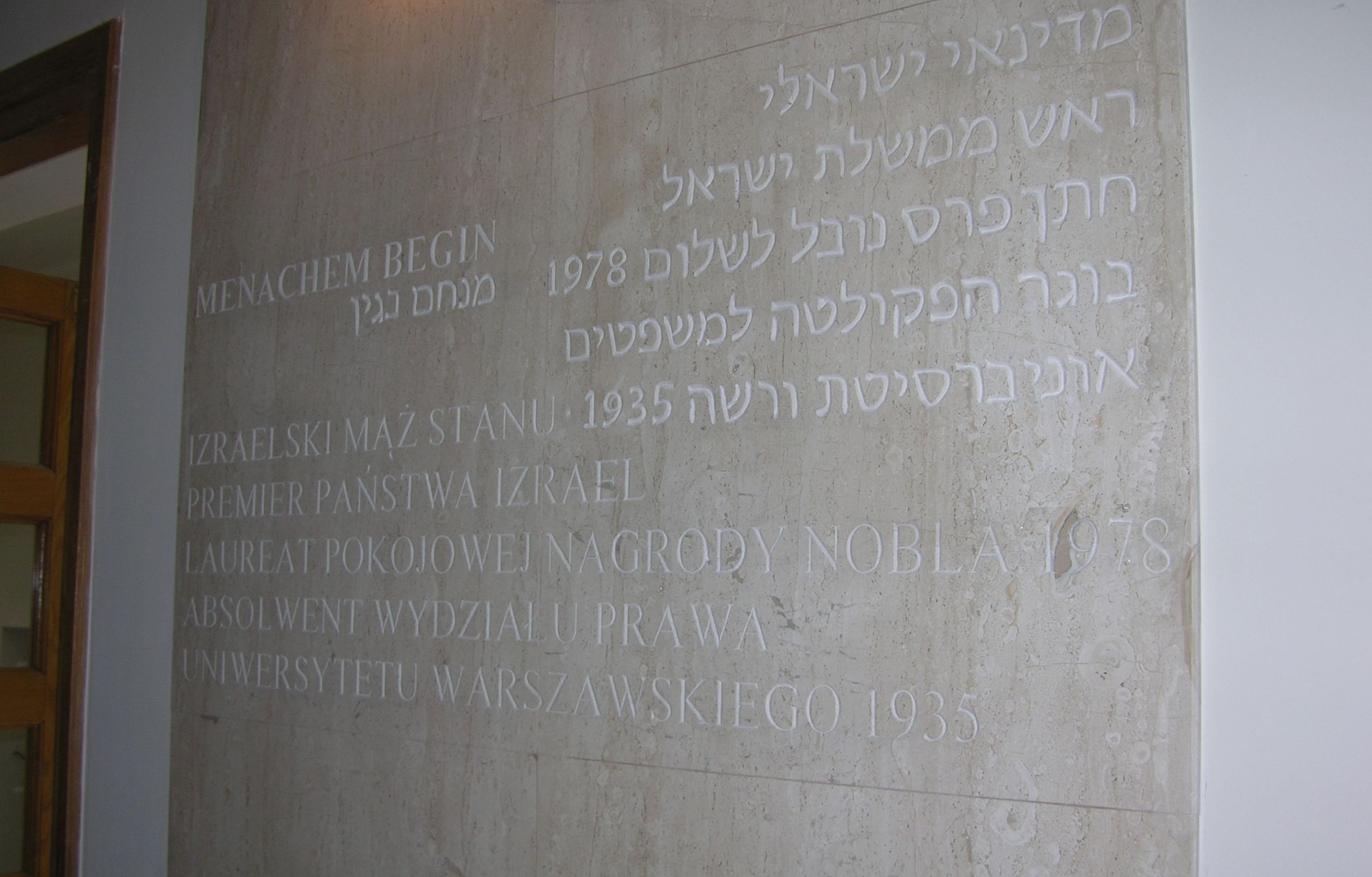
位于贝京母校华沙大学的纪念碑

1992年3月3日，贝京在自己的公寓中突发心脏病，随后被立即送往特拉维夫的艾希洛夫医院的重症监护室，此时贝京的左侧身体已经失去知觉。之后6天里贝京的情况没能得到好转，3月9日凌晨3点15分许，贝京的情况急剧恶化，他的子女也前来探望，一个半小时后贝京去世，早上6点，拉比为他做了最后的祷告。
贝京的葬礼于3月9日下午进行，他的棺木从殡仪馆出发经过4公里的路程抵达橄榄山，路程中成千上万的人前来为他送行。根据贝京的遗嘱，他的葬礼遵照犹太教传统从简。贝京没有下葬于诸多已故以色列领导人墓地所在的赫茨尔山，而是选择了他的妻子墓地所在地橄榄山，因为他希望与妻子及许多地下活动时牺牲的战友在一起。
约有七万五千人参加了贝京的葬礼，包括总理沙米尔、总统赫尔佐克、以色列内阁全体成员、最高法官、各党派议员和各国驻以色列大使。前伊尔贡成员在葬礼中为贝京扶灵。

### 作品中形象
贝京曾在第15部丁丁历险记的黑金之国的初版中出现，但在再版中被删除。此外他也曾在以色列动画电影和和巴什尔跳华尔兹、惊险小说第五名骑手和科幻小说惊人的平衡中出现。
1977年的美国电影奇袭恩德培中，由美国演员大卫·奥帕图歇饰演，而在1983年描写埃及总统萨达特的短剧萨达特中，由美国演员巴里·莫尔斯饰演贝京。
X战警系列漫画的作者之一克里斯·克莱蒙特曾表示贝京与漫画中的万磁王有相似之处。
关于贝京的舞台剧《贝京先生》于2013年7月在耶路撒冷的贝京遗产中心上演。

## 出版书籍
- The Revolt (ISBN 0-8402-1370-0)
- White Nights: The Story of a Prisoner in Russia (ISBN 0-06-010289-6)

## 扩展阅读
- Avner, Yehuda. . Toby Press. 2010. ISBN 978-1-59264-278-6. OCLC 758724969.
- Ilan Peleg, Begin’s foreign policy, 1977–1983 : Israel’s move to the right, Greenwood Press, 1987
- Eric Silver, Begin: The Haunted Prophet, Random House, 1984
- Sasson Sofer, Begin: an anatomy of leadership, Basil Blackwell, 1988
- Avi Shilon, Begin , 1913–1992, 2007
- Frank Gervasi, The life and times of Menahem Begin : rebel to statesman, Putnam, 1979
- Harry Hurwitz, Yisrael Medad, "Peace in the Making", Gefen Publishing House, 2010
- Daniel Gordis, Menachem Begin: The Battle for Israel's Soul, Nextbook, 2014

### 官方资料
- The Menachem Begin Heritage Center
- PM Sharon's Address at the Opening Ceremony for the Begin Heritage Centre Building （页面存档备份，存于）, 16 June 2004.
- Menachem Begin – The Sixth Prime Minister at the Official Site of the [Israeli] Prime Minister's Office.
- 以色列議會網站上梅纳赫姆·贝京的介紹.
  - in English （页面存档备份，存于）

### 其他链接
- The Camp David Accords
- The Bombing of the King David Hotel （页面存档备份，存于）
- Irgun webpage
- 1948 Letter of some Eminent Jews to New York Times
- The Begin Biography （页面存档备份，存于） at the Nobel Foundation website.
- Bodies of murdered Clifford Martin and Marvyn Paice
- Menachem Begin Noble Peace Prize Speech at JInsider History Moment.
- Menachem Begin Memorial Dedication in Brest, Belarus （页面存档备份，存于）
  - （俄文） About the future Begin Monument in Brest, Belarus （页面存档备份，存于）, Vecherniy Brest, Brest, Belarus.
  - （俄文） Unveiling of the Begin Monument in Brest, Belarus (October 31, 2013) （页面存档备份，存于）, Vecherniy Brest, Brest, Belarus.
- Prime Minister Menachem Begin on justice and the rule of law: selected documents on the 20th anniversary of his death at the Israel State Archives (Prime Minister's Office).
- "Menachem Begin: A New Israel", Video Lecture （页面存档备份，存于） by Henry Abramson.
- Prime Minister Menachem Begin on justice and the rule of law: selected documents on the 20th anniversary of his death on Israel State Archives website

| 前任： 希蒙·佩雷斯（代理） | 以色列總理 1977-1983年 | 繼任： 伊扎克·沙米尔 |